# Liste der Kulturgüter in Hasle LU
Die Liste der Kulturgüter in Hasle LU enthält alle Objekte in der Gemeinde Hasle im Kanton Luzern, die gemäss der Haager Konvention zum Schutz von Kulturgut bei bewaffneten Konflikten, dem Bundesgesetz vom 20. Juni 2014 über den Schutz der Kulturgüter bei bewaffneten Konflikten sowie der Verordnung vom 29. Oktober 2014 über den Schutz der Kulturgüter bei bewaffneten Konflikten unter Schutz stehen.
Objekte der Kategorien A und B sind vollständig in der Liste enthalten, Objekte der Kategorie C fehlen zurzeit (Stand: 1. Januar 2023). Unter übrige Baudenkmäler sind zusätzliche Objekte zu finden, die im kantonalen Denkmalverzeichnis verzeichnet und nicht bereits in der Liste der Kulturgüter enthalten sind.

## Kulturgüter
| Foto |                                                                                       | Objekt                                                     | Kat. | Typ | Standort                        | Beschreibung |
| ---- | ------------------------------------------------------------------------------------- | ---------------------------------------------------------- | ---- | --- | ------------------------------- | ------------ |
| ja   | Datei hochladen · Wikidata zu Heiligkreuzkirche (Q18020768)                           | Wallfahrtskirche Heiligkreuz KGS-Nr.: 03683                | A    | G   | Heiligkreuz 2.1 646426 / 200009 |              |
| ja   | Datei hochladen · Wikidata zu Beinhauskapelle bei der katholischen Kirche (Q29785571) | Beinhauskapelle bei der katholischen Kirche KGS-Nr.: 03684 | A    | G   | Dorf 13.4 646628 / 203403       |              |
| BW   | Datei hochladen · Wikidata zu Hinter-Grund, Käsespeicher (Q29785572)                  | Hinter-Grund, Käsespeicher KGS-Nr.: 03685                  | B    | G   | Grund 2.3 651947 / 198119       |              |

## Übrige Baudenkmäler
| ID   | Foto |                                                               | Objekt                                                                       | Typ | Standort                      | Beschreibung |
| ---- | ---- | ------------------------------------------------------------- | ---------------------------------------------------------------------------- | --- | ----------------------------- | ------------ |
| 90   | ja   | Datei hochladen                                               | Pfarrkirche St. Stephanus und Laurentius, bewegliche Ausstattung und Geläute | G   | Dorf 13.3 646609 / 203408     |              |
| 201a |      | Datei hochladen                                               | Heiligkreuz, Pächterhaus                                                     | G   | Koordinaten fehlen! Hilf mit. |              |
| 212  |      | Datei hochladen                                               | Kapelle St. Peter und Paul                                                   | G   | Koordinaten fehlen! Hilf mit. |              |
| 235b |      | Datei hochladen                                               | Käsespeicher Chätterech                                                      | G   | Koordinaten fehlen! Hilf mit. |              |
| 324  | ja   | Datei hochladen · Wikidata zu Farbschachenbrücke (Q106620860) | Farbschachenbrücke, ehemals Obflüebrücke                                     | G   | 647321 / 204023               |              |
| 325  | ja   | Datei hochladen · Wikidata zu Grabenbrücke (Q106594936)       | Grabenbrücke                                                                 | G   | 646316 / 203742               |              |

Legende: Siehe Legende der Liste der Kulturgüter von nationaler und regionaler Bedeutung. Anstelle der KGS-Nummer wird als Objekt-Identifikator (ID) die Gebäudenummer im kantonalen Denkmalverzeichnis verwendet.